# Macleaya cordata
Маклея серцеподібна (Macleaya cordatas) — вид рослин родини макові.

## Назва
В англійській мові називається «пір'яний мак» (англ. plume poppy).

## Будова
Багаторічна трав'яниста рослина до 3 м заввишки. Має горизонтальне кореневище з численними додатковими коренями темно-оранжевого кольору. Стебло галузисте, сизувато-зелене з восковим покривом. Листки черешчаті великі (до 25 см завдовжки). Нижня частина листкової пластинки біла, густо опушена. Квіти дрібні (до 1 см), оранжеворожеві, зібрані на верхівках пагонів у волоть 40 см завдовжки.
Плід — пласка оберненояйцеподібна коробочка (до 8 мм завдовжки і до 4 мм завширшки). Насіння яйцеподібне, від 2 до 6 шт., розташоване по обидва боки внутрішнього шва коробочки. Цвіте в серпні, плоди дозрівають у вересні.

## Поширення та середовище існування
Природний ареал маклеї охоплює Південно-Східний Китай (на південь від річки Янцзи до гір Нанлінь), трапляється також на острові Тайвань і в Японії. У дикій природі росте біля підніжжя схилів, по лісах і серед чагарників, між дернинами злаків у низькогір'ї. Macleaya cordata має здатність до поширення за межі ділянки культивування шляхом розростанням кореневищ, тому потребує контролю у місцях вирощування.

## Хімічні властивості
Усі частини рослини отруйні, яскраво-оранжевий сік містить ізохинолінові алкалоїди (до 1,28 %): алокриптотин, сангвінарин, протопін, хелеритрин, берберін та є концентратором селену.

## Практичне використання
Вирощується у різних країнах світу як декоративна та лікарська рослина.

## Галерея

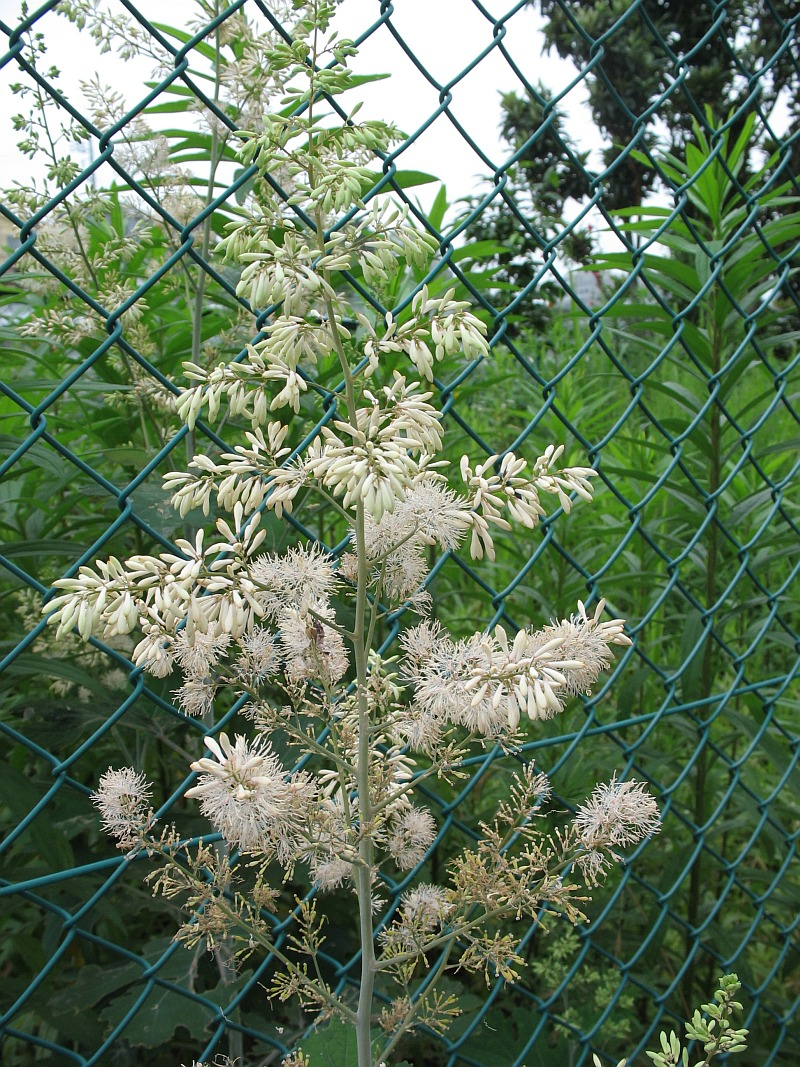
Суцвіття
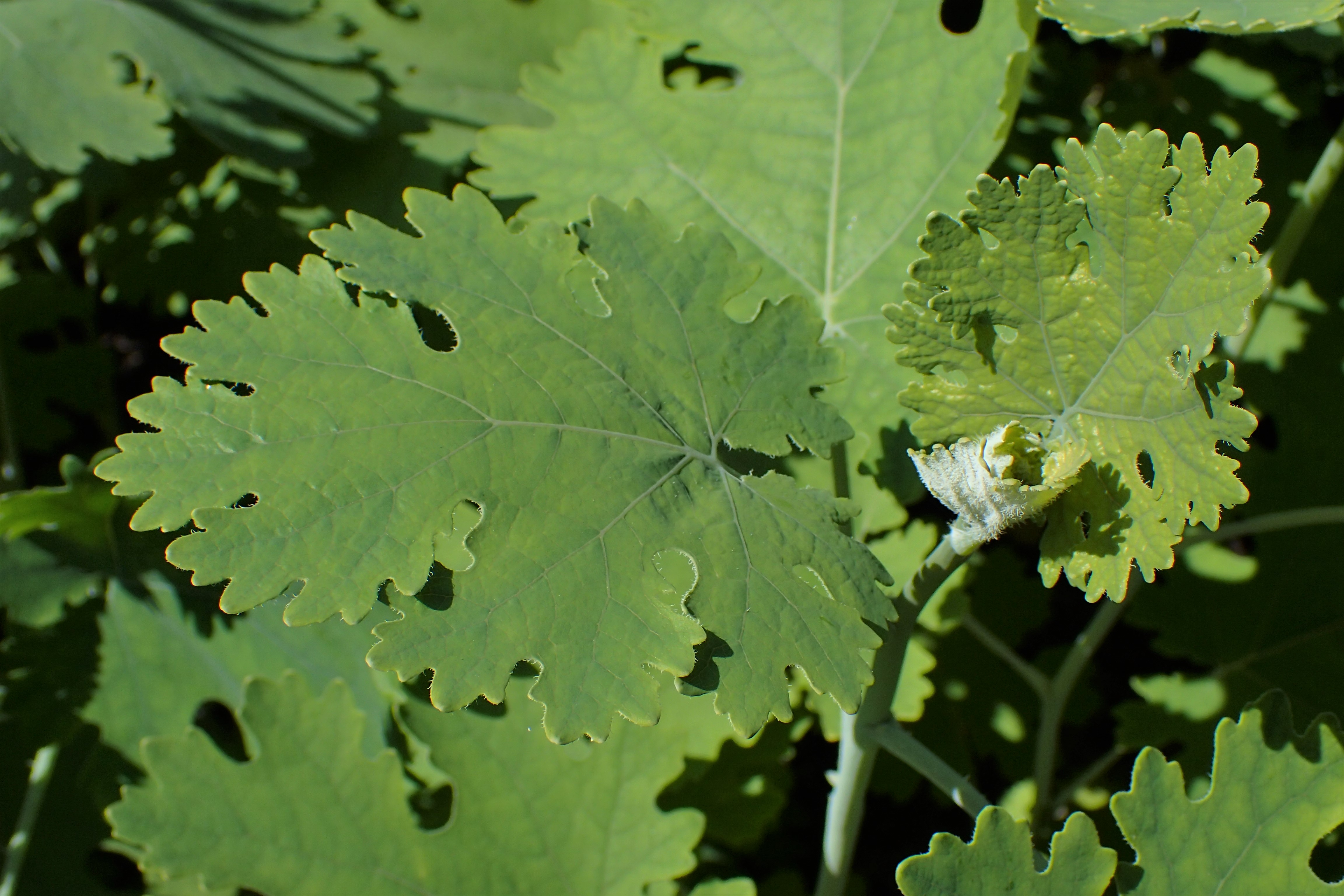
Листя
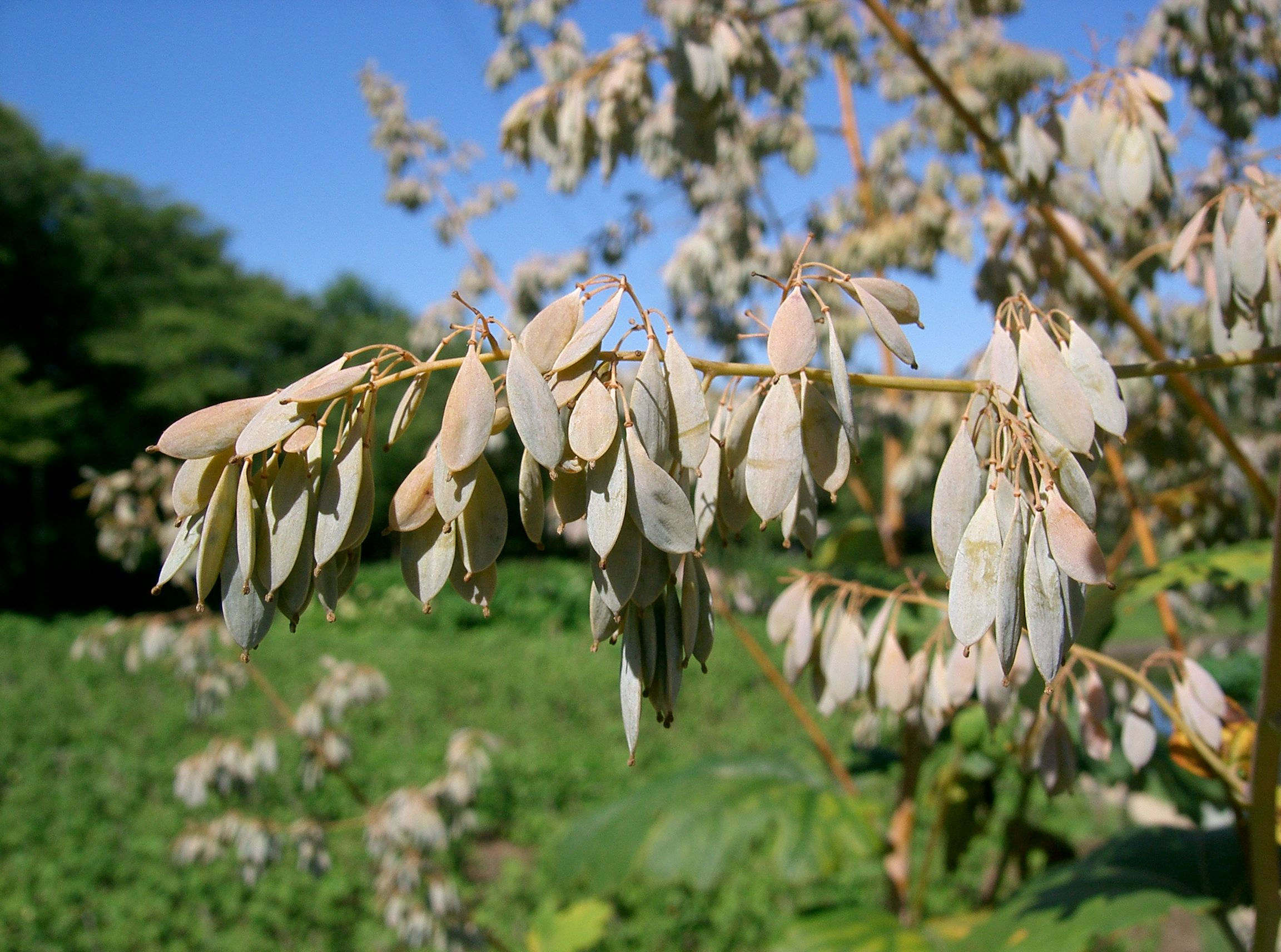
Плоди